# Єсільбай
Єсільба́й (каз. Есілбай) — село у складі Щербактинського району Павлодарської області Казахстану. Входить до складу Шалдайського сільського округу.
Населення — 593 особи (2021; 853 у 2009, 700 у 1999, 850 у 1989).
Національний склад станом на 1989 рік:
- казахи — 100 %